# Осакский марафон
Осакский марафон — международный марафон, который проводится в Осаке, Япония. Помимо основной дистанции среди мужчин и женщин, также проводится марафонский забег среди инвалидов-колясочников и мини-марафон на 8,8 км. Лимит прохождения дистанции 7 часов. Организован правительством города Осаки и легкоатлетической ассоциацией Осаки. Также соорганизатором пробега является печатное издание Ёмиури симбун.
В 2011 году на старт вышло 27 161 человек.
Следующий марафон состоится 25 ноября 2018 года.

## Победители
Рекорд трассы
| №   | Год  | Победитель у мужчин     | Время (ч:м:с) | Победитель у женщин   | Время (ч:м:с) |
| --- | ---- | ----------------------- | ------------- | --------------------- | ------------- |
| 1-й | 2011 | Элиджа Санг (KEN)       | 2:12:43       | Лидия Симон (ROM)     | 2:32:48       |
| 2-й | 2012 | Бат-Очирын Сэр-Од (MNG) | 2:11:54       | Лидия Симон (ROM)     | 2:33:14       |
| 3-й | 2013 | Джексон Лимо (KEN)      | 2:12:06       | Моника Джепкоэч (KEN) | 2:39:23       |